# Rincón (Uruguay)
Rincón o Estación Rincón es una localidad uruguaya del departamento de Treinta y Tres.

## Ubicación
La localidad se encuentra situada en la zona noreste del departamento, en las costas del arroyo Sarandí Grande, a 75 km de la capital departamental Treinta y Tres, a 16 km de Vergara, todos por ruta 18.

## Generalidades
Rincón fue fundada el 20 de noviembre de 1935 y su economía se basa en la producción del arroz. Recibió la categoría de pueblo por ley 15788 del 9 de diciembre de 1985.

## Población
Según el censo del año 2011 el pueblo contaba con una población de 674 habitantes.
| 233           | 147 | 375 | 734 | 742 | 674 |
| (Fuente: INE) |     |     |     |     |     |